# 加拿大臂

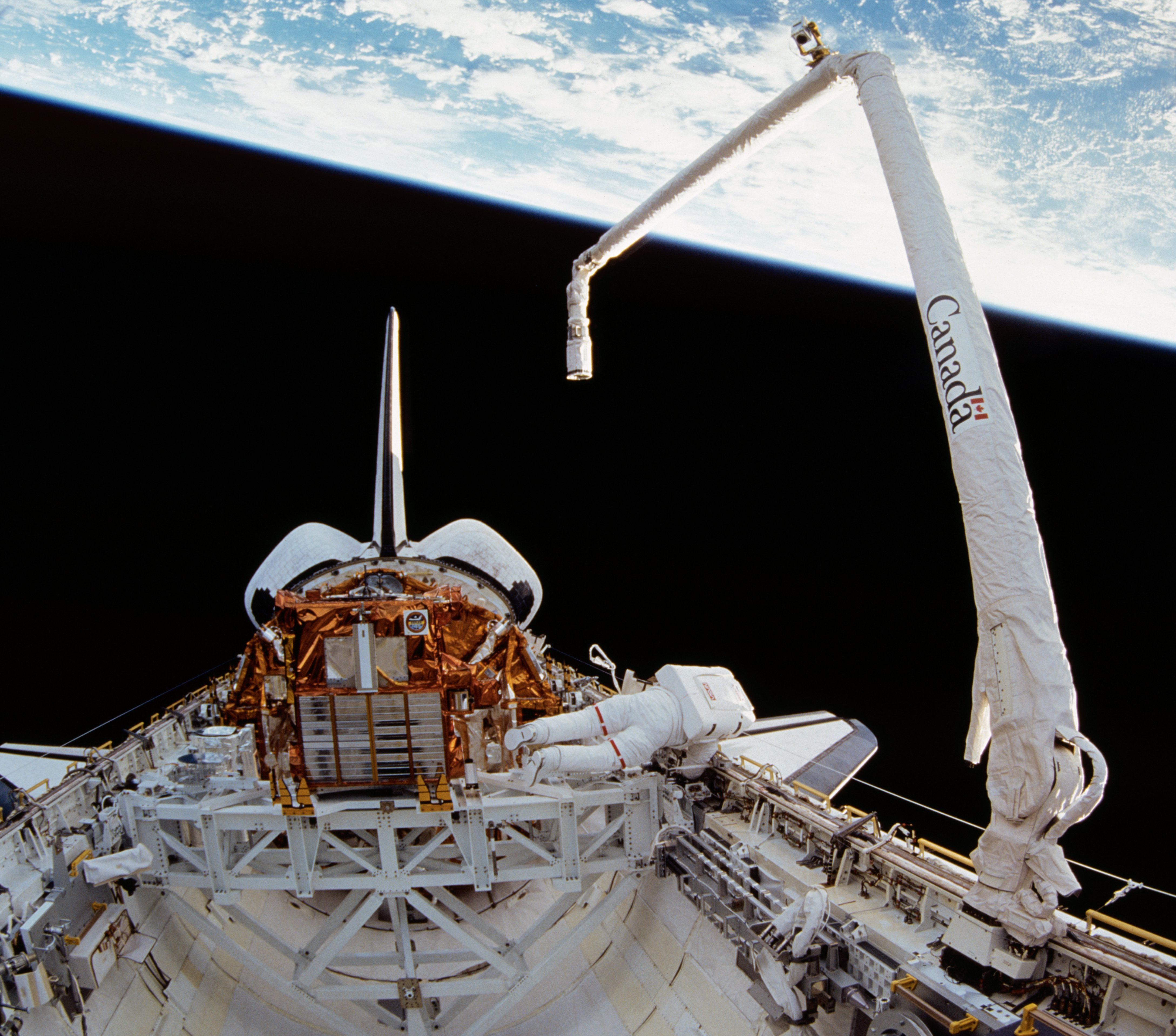
太空梭STS-72任务中的加拿大臂

加拿大臂（英語：Canadarm）的正式名称是太空梭遥控机械手系统（英語：Shuttle Remote Manipulator System），是国际空间站上由加拿大太空總署设计的一系列机械手臂，用于部署、移动和捕获有效载荷。在哥伦比亚号航天飞机灾难之后，加拿大臂与軌道器臂傳感器系統（OBSS）配合使用，用来检查航天飞机隔热系统的损伤。国际空间站上最新的移动维修系统也被称为"加拿大臂2号"，也由加拿大宇航局设计。前加拿大总督、前太空人朱莉·帕耶特曾参与加拿大臂的设计和安装。

## 研制

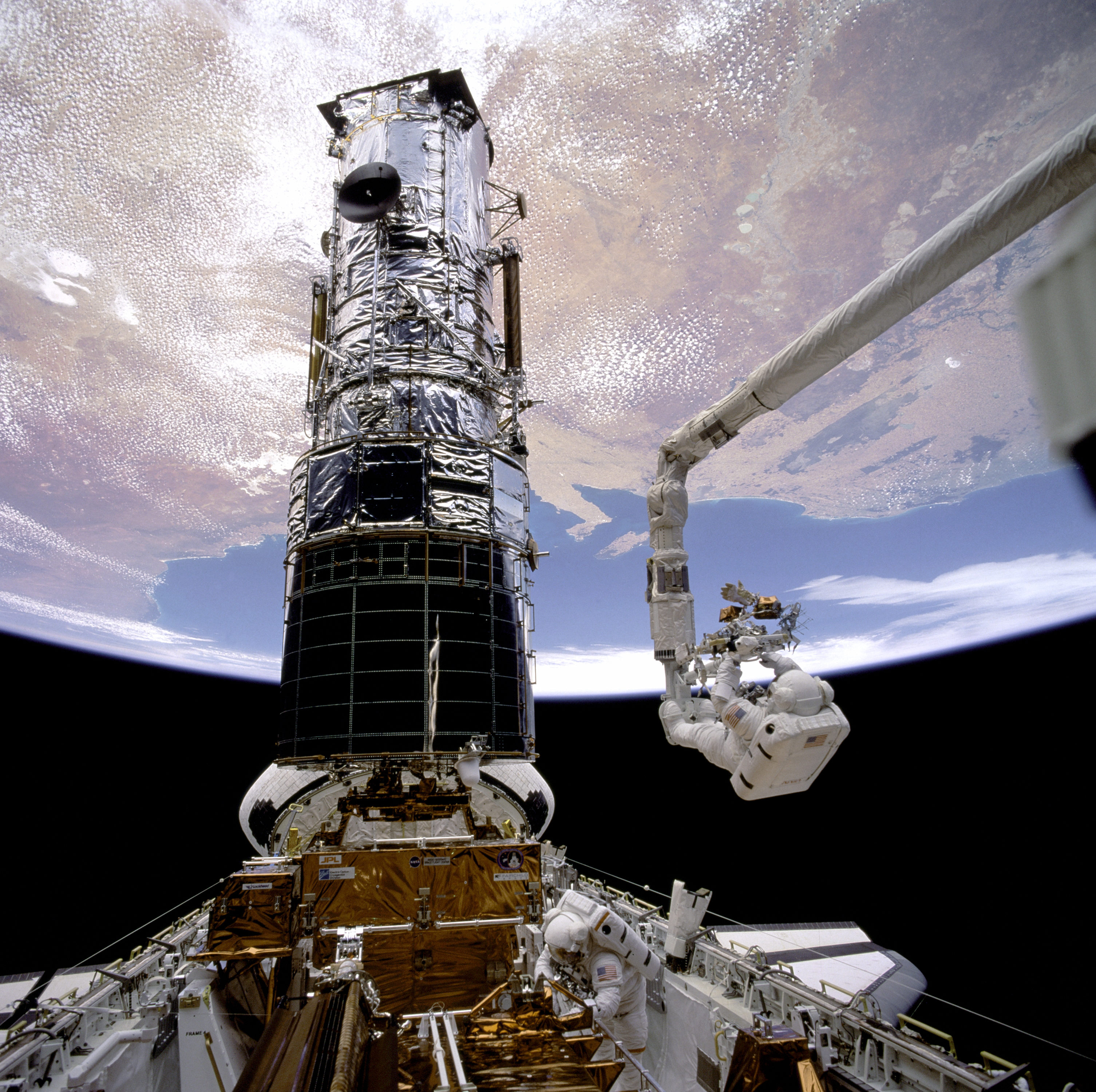
在STS-61任务中，斯多里·马斯格雷夫锚定在加拿大臂的末端，准备抬起哈勃望远镜。

1969年，加拿大受美国国家航空航天局（NASA）邀请参加航天飞机计划。加拿大DSMA Atcon公司曾制造过一个可以向CANDU核反应堆注入燃料的机器人，这个机器人吸引了NASA的注意。1975年，NASA和加拿大国家研究理事会签署了一个合作谅解备忘录，让加拿大研制和建造太空梭遥控机械手系统（英語：Shuttle Remote Manipulator System），也就是加拿大臂。
第一台加拿大臂于1981年4月运送至NASA。总共有五台加拿大臂（分别是201,202,301,302和303）建造并移交给了NASA。其中302号加拿大臂在挑战者号航天飞机灾难中被损毁。

## 设计与性能

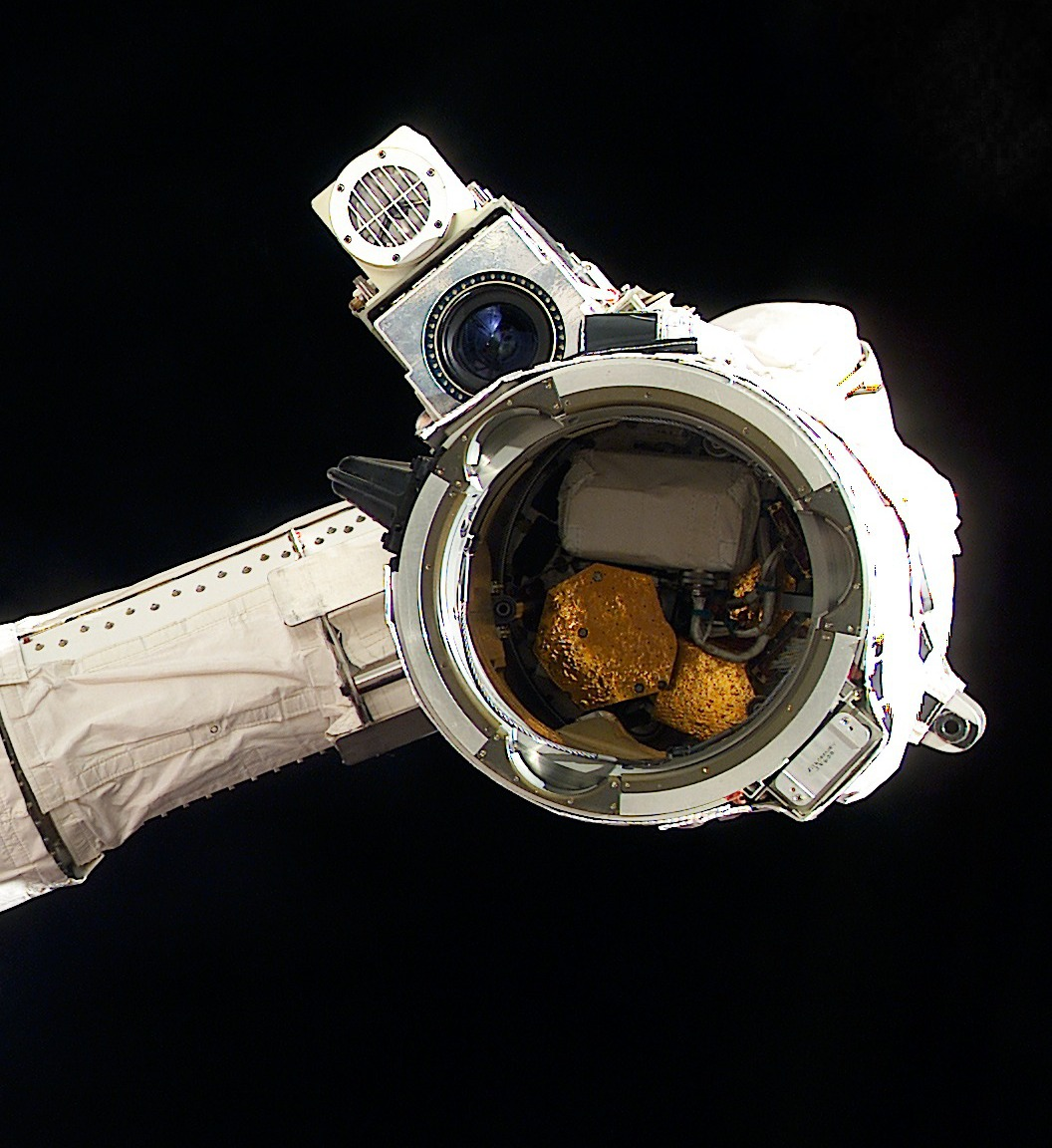
加拿大臂的末端操作器

最初的加拿大臂能够在太空中部署重达29吨的有效载荷。在1990年代中期，为支持空间站组装作业，机械臂控制系统经重新设计，有效载荷能力提高到了266吨。尽管加拿大臂在太空的微重力中可以操控一辆满载公交车重量的运载物，但在地面上机械臂的马达连机械臂自身的重量都不能举起。
加拿大臂长15.2米，直径38厘米，重450千克，有6个自由度。加拿大臂有6个关节，可以大致的对应到人体手臂的关节。肩部横摆和仰俯两个关节，肘部仰俯一个关节，腕部横摆、仰俯和内外旋三个关节。加拿大臂腕部的末端装有末端操作器，用来抓住运载物上的锚钩固定装置。

## 服役历史

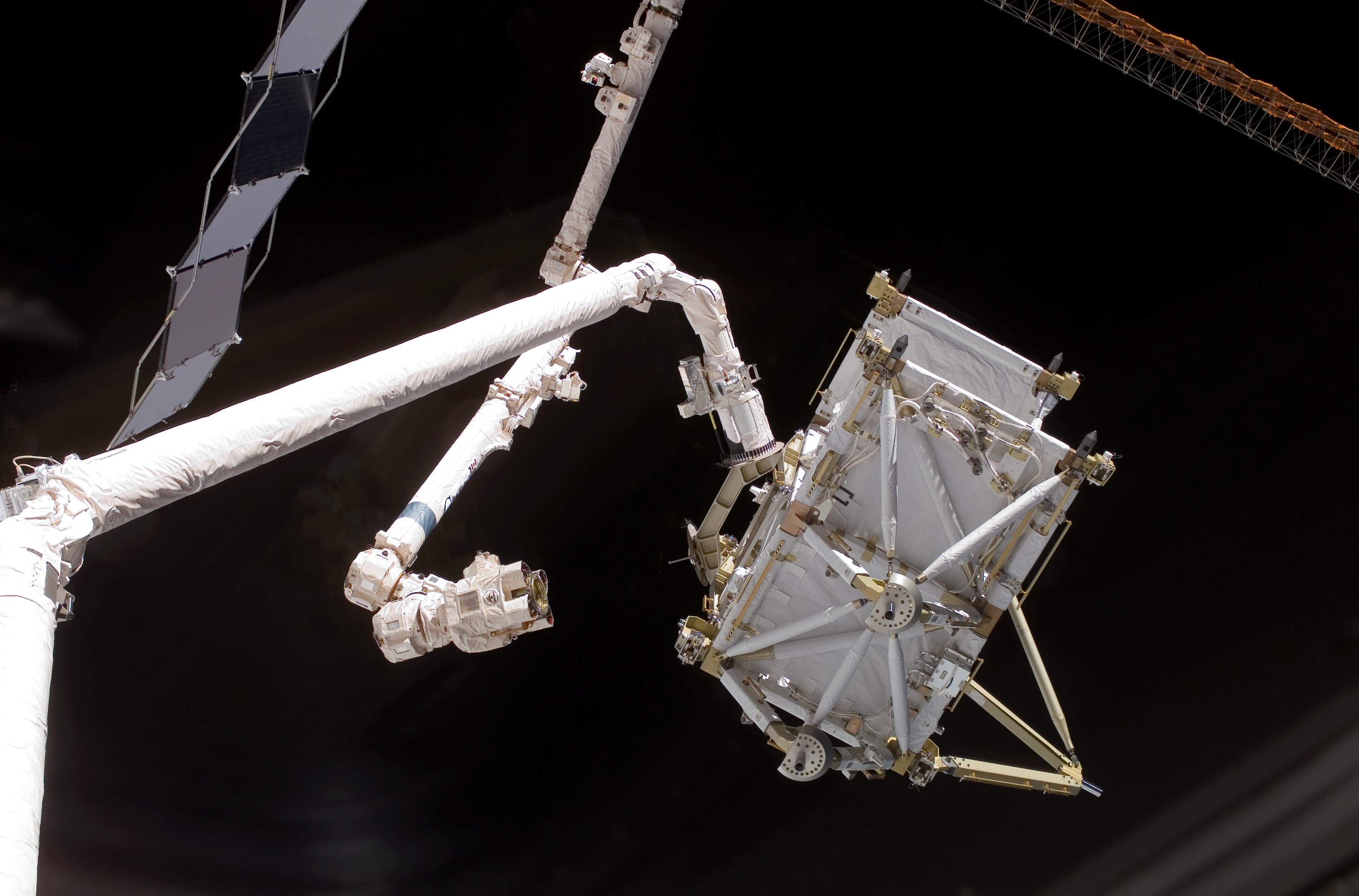
在發現號太空梭的STS-116任务中，加拿大臂2号准备抓取加拿大臂“手上”的P5桁架结构。

在太空梭计划早期的测试阶段，有一个模拟的加拿大臂安装在企業號太空梭上，轨道器的运货舱门打开时可以看到这台加拿大臂。1981年，在哥倫比亞號太空梭的STS-2任务中，加拿大臂第一次进行在轨测试。加拿大臂的第一次操作是在STS-3任务中，用于部署和移动等离子体诊断模块（英語：Plamsa Diagnostics Package）。加拿大臂跟随5架太空梭总计执行了超过90次任务。
自从加拿大臂2号安装到国际空间站上之后，加拿大臂将太空梭运载的用于组装空间站的部件传递给加拿大臂2号。两台机械臂通过部件串联在一起的状态，被媒体戏称为“加拿大握手”。

### 退役
加拿大臂第90次也是最后一次任务是在2011年7月的STS-135任务，运送Raffaello多用途后勤舱到国际空间站并返回。此后，加拿大臂随太空梭一起退役。发现号的加拿大臂与发现号一起陈列在美国国家航空航天博物馆中。奋进号的加拿大臂在STS-134任务（也是奋进号最后一次任务）中，由于任务需要将加拿大臂拆下。本来计划在返回地球后陈列在加拿大太空局总部，但是奋进号的加拿大臂现在被永久陈列在位于渥太华的加拿大航空博物馆。最后一台进入太空的加拿大臂，搭载在亚特兰蒂斯号上的加拿大臂，于2011年7月完成了最后一次太空梭任务STS-135。这台加拿大臂被运至位于休斯顿的NASA林顿·约翰逊太空中心，用作工程学的研究并有可能在未来的任务中重新启用。

## 在媒体中的出现
- 在电影钢铁苍穹中，一架名叫“加拿大臂3号”的隶属于加拿大皇家空軍的军事航天器，被用在与納粹德國战斗的地球保卫战中。[16]
- 2012年11月13日，加拿大版Google在它的首页上展示了一幅加拿大臂的涂鸦，用来纪念加拿大臂第一次在太空使用30周年。[17]
- 在2013年电影《地心引力》中，一台太空梭上的加拿大臂被用于维修哈勃望远镜。[18]